# Léon Bonnat
Léon Joseph Florentin Bonnat, född 20 juni 1833 i Bayonne, död 8 september 1922 i Monchy-Saint-Éloi, var en fransk målare och etsare. 
Efter utbildning i Madrid under Federico Madrazo begav sig Bonnat till Paris där han först studerade under Léon Cogniet och Eugène Delacroix. I Paris målade Bonnet först religiös konst, påverkad av den spanska barocken. På 1870-talet började han även producera porträtt, något som med tiden blev den genre där han gjorde sig mest känd. Bland hans porträtt märks många av samtidens berömdheter som Adolphe Thiers, Victor Hugo och Ernest Renan. Han utförde även väggmålningar i Panthéon och Hôtel de ville.
Bonnat var direktör för École des Beaux-Arts i Paris från 1900. Vid sin död skänkte han en värdefull konstsamling till sin födelsestad Bayonne, där det idag finns ett museum uppkallat efter honom.